# Агуа-Кальенте-Спрингс (аэропорт)
Аэропорт Агуа-Кальенте (англ. Agua Caliente Airport), (FAA LID: L54), также известный, как Аэродром Агуа-Кальенте — государственный гражданский аэропорт, расположенный в 1,6 километрах к северо-востоку от района Агуа-Кальенте-Спрингс округа Сан-Диего (Калифорния), США.
Аэропорт занимает площадь в 8 гектар, расположен на высоте 372 метров над уровнем моря и эксплуатирует одну взлётно-посадочную полосу. Аэропорт Агуа-Кальенте обслуживает преимущественно рейсы авиации общего назначения.